# Pocahontas (Arkansas)
La ville de Pocahontas est le siège du comté de Randolph, dans l'Arkansas, aux États-Unis.

## Démographie
| 1880 | 1890 | 1900 | 1910  | 1920  | 1930  | 1940  | 1950  |
| ---- | ---- | ---- | ----- | ----- | ----- | ----- | ----- |
| 325  | 507  | 967  | 1 547 | 1 806 | 1 896 | 3 028 | 3 840 |

| 1960  | 1970  | 1980  | 1990  | 2000  | 2010  | - | - |
| ----- | ----- | ----- | ----- | ----- | ----- | - | - |
| 3 665 | 4 544 | 5 995 | 6 151 | 6 518 | 6 608 | - | - |

## Source
- (en) Cet article est partiellement ou en totalité issu de l’article de Wikipédia en anglais intitulé « Pocahontas, Arkansas » (voir la liste des auteurs).